# Dysstroma cervina
Dysstroma cervina är en fjärilsart som beskrevs av Müller 1932. Dysstroma cervina ingår i släktet Dysstroma och familjen mätare. Inga underarter finns listade i Catalogue of Life.